# حسن أباد نظريان (حسين أباد كرمان)
حسن أباد نظریان (بالفارسية: حسن‌آباد نظریان) هي قرية تقع في إيران في Hoseynabad Rural District. يقدر عدد سكانها بـ 154 نسمة .